# خزعل (اسم)
خزعل هو اسم علم مذكر من أصل عربي، ومعناه هو الضبع الماشي كالأعرج؛ من الفعل خزعل في مشيته أي عرج.

## شخصيات تحمل الاسم
- خزعل الكعبي (امير عربستان، 18 أغسطس 1863 – 24 مايو 1936)
- خزعل الماجدي (1951 – )

## وصلات خارجية
- موسوعة السلطان قابوس لأسماء العرب نسخة محفوظة 5 أبريل 2019 على موقع واي باك مشين.